# Tom Huddlestone
Thomas Andrew Huddlestone, detto Tom (Nottingham, 28 dicembre 1986), è un allenatore di calcio ed ex calciatore inglese, di ruolo centrocampista, assistente tecnico del Birmingham City.

## Caratteristiche tecniche
Metronomo di centrocampo, in grado di dettare i ritmi di gioco e di impostare l'azione. In possesso di una totale visione del campo, è in grado di effettuare passaggi con estrema precisione.
In possesso di una notevole stazza, in caso di necessità può adattarsi a difensore centrale. Inoltre - oltre a saper giocare con entrambi i piedi - è in grado di effettuare conclusioni potenti e precise dalla lunga distanza.
Perno della manovra dei Tigers sotto la guida tecnica di Steve Bruce, era solito ricevere il pallone per poi indirizzare la sfera verso i terzini in modo da poter colpire l'avversario lungo le fasce.

## Carriera

### Club

#### Inizi
Dopo cinque anni trascorsi al Nottingham Forest, nel 1998 viene tesserato dal Derby County. Approda nella formazione riserve a soli 15 anni, mentre a 16 viene aggregato alla prima squadra.
Esordisce tra i professionisti il 9 agosto 2003 contro lo Stoke City alla prima giornata di campionato, debuttando dal primo minuto. Nonostante l'età si impone in prima squadra già giovanissimo, scendendo in campo in 43 occasioni.
Nel 2005 passa al Tottenham per 2 milioni e mezzo di sterline. La società decide quindi di girare il cartellino al Wolverhampton in Championship, a titolo temporaneo. Dopo sei mesi le due società si accordano per la risoluzione anticipata del prestito.

#### Tottenham
Esordisce in Premier League il 31 gennaio 2006 contro il Fulham a Craven Cottage (1-0 per gli avversari), subentrando al posto di Andy Reid dopo 26' di gioco. Conclude l'annata scendendo in campo altre tre volte, da subentrato.
La stagione successiva - complice anche la cessione di Carrick al Manchester United - riesce a ritagliarsi più spazio. Il 14 settembre 2006 esordisce nelle competizioni europee contro lo Slavia Praga, in un incontro valido per il primo turno di Coppa UEFA. Viene sostituito al 71' da Edgar Davids.

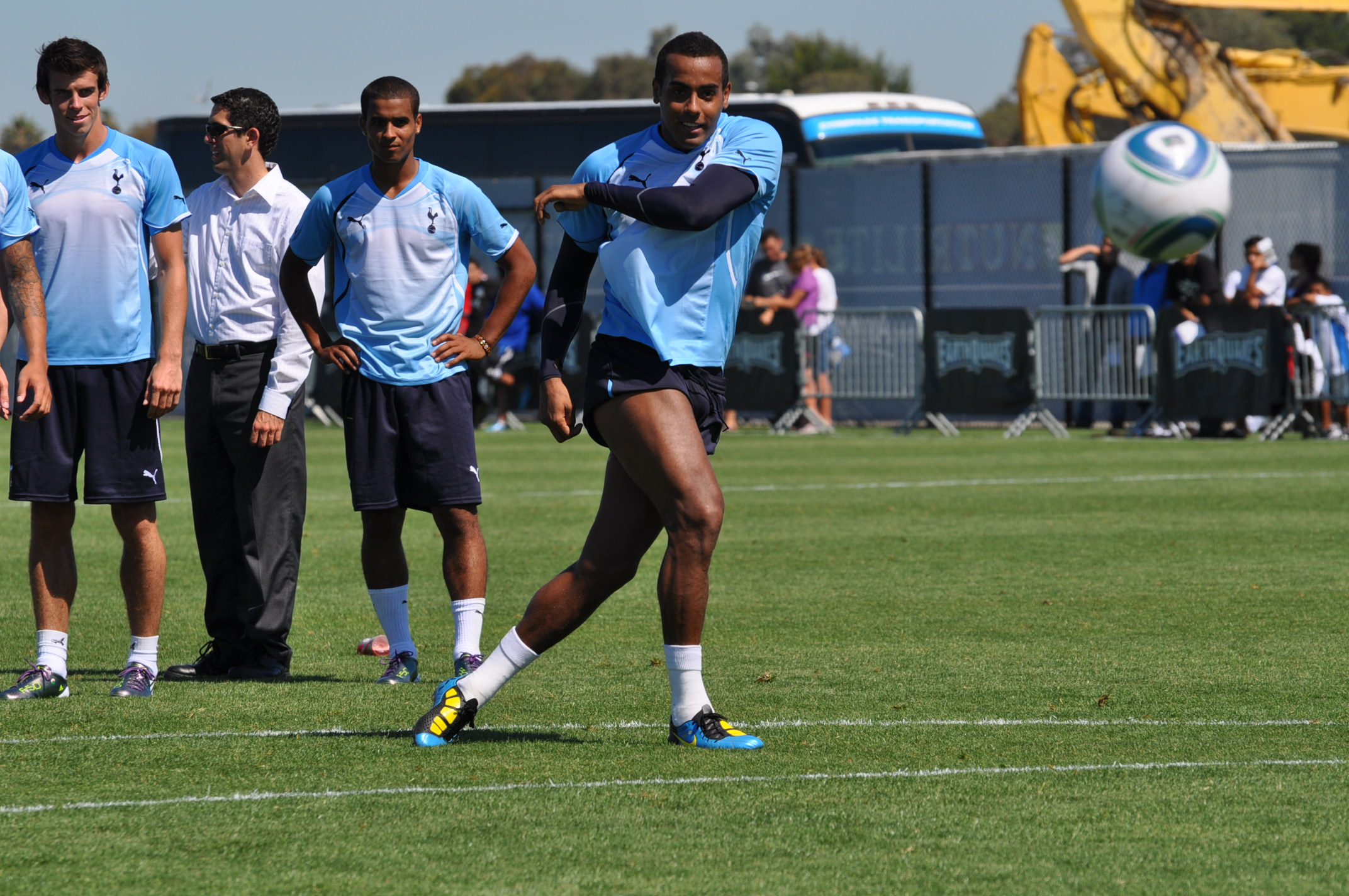
Huddlestone in allenamento con gli Spurs.

Complice una condizione fisica approssimativa, dovuta ad una scorretta alimentazione, il tecnico Juande Ramos - subentrato a Martin Jol - lo mette nella lista dei cedibili.
Rientrato in forma, torna ad essere un elemento imprescindibile della mediana inglese. Il 24 febbraio 2008 solleva il suo primo trofeo con gli Spurs grazie al successo ottenuto per 2-1 contro il Chelsea in Carling Cup.
Il 14 settembre 2010 esordisce da titolare in Champions League, durante la partita disputata contro il Werder Brema, valida per la prima giornata della fase a gironi. In precedenza aveva preso parte agli incontri preliminari della competizione. A novembre è costretto ad operarsi alla caviglia, saltando gran parte della stagione.
A causa di una riacutizzazione del precedente infortunio, a settembre si opera nuovamente alla caviglia, passando tutta la stagione in infermeria. Con l'arrivo di Villas-Boas sulla panchina degli Spurs viene relegato ai margini della rosa.

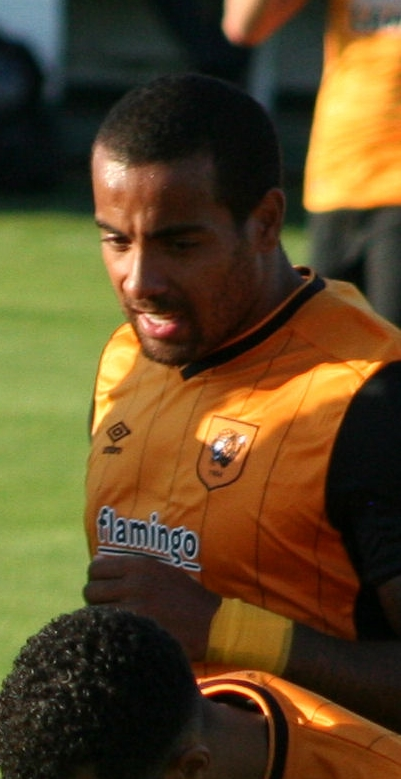
Huddlestone ritratto con la divisa dei Tigers.

#### Hull City
Il 14 agosto 2013 passa per 5 milioni di sterline all'Hull City, con cui firma un contratto valido per tre stagioni. Esordisce con i Tigers quattro giorni dopo contro il Chelsea (2-0 per i Blues), subentrando al 59' al posto di David Meyler.
Il 26 dicembre 2013 mette a segno la sua prima rete con i Tigers ai danni del Fulham, giorno del suo compleanno. Il calciatore - che in precedenza aveva stretto un'apposita scommessa - per celebrare la fine di un digiuno che durava da due anni e mezzo, decide di farsi tagliare i capelli sul terreno di gioco.
Il 28 gennaio 2014 sostituisce tra i pali a tempo scaduto il compagno Allan McGregor - espulso dall'arbitro, a cambi esauriti - nella sfida con il Crystal Palace. Autore di un'ottima stagione, il suo contributo risulta decisivo nel cammino della squadra in FA Cup, sconfitta in finale per 3-2 contro l'Arsenal.
Il 1º luglio 2016 rinnova il proprio accordo con la società fino al 2018.

#### Derby County
Il 16 luglio 2017 passa a titolo definitivo al Derby County.

#### Manchester United Under-21
Il 4 agosto 2022 viene ingaggiato dal Manchester United con il ruolo di giocatore-allenatore della squadra under-21.

### Nazionale
Dopo aver disputato vari incontri con le selezioni giovanili - prendendo parte anche all'Europeo Under-21 nel 2007 - esordisce con la selezione dei Tre Leoni il 14 novembre 2009 in Brasile-Inghilterra (1-0), subentrando al 38' della ripresa al posto di Gareth Barry.
L'11 maggio 2010 viene convocato dal CT Fabio Capello per partecipare a uno stage insieme ad altri 30 pre-convocati per prendere parte ai Mondiali 2010, non venendo poi incluso nella lista dei 23 giocatori che parteciperanno alla manifestazione.

## Statistiche

### Presenze e reti nei club
Statistiche aggiornate al 12 aprile 2020.
| Stagione            | Squadra                 | Campionato          | Campionato | Campionato | Coppe nazionali | Coppe nazionali | Coppe nazionali | Coppe continentali | Coppe continentali | Coppe continentali | Altre coppe | Altre coppe | Altre coppe | Totale | Totale |
| Stagione            | Squadra                 | Comp                | Pres       | Reti       | Comp            | Pres            | Reti            | Comp               | Pres               | Reti               | Comp        | Pres        | Reti        | Pres   | Reti   |
| ------------------- | ----------------------- | ------------------- | ---------- | ---------- | --------------- | --------------- | --------------- | ------------------ | ------------------ | ------------------ | ----------- | ----------- | ----------- | ------ | ------ |
| 2002-2003           | Derby County            | FD                  | 0          | 0          | FACup+CdL       | 0               | 0               | -                  | -                  | -                  | -           | -           | -           | 0      | 0      |
| 2003-2004           | Derby County            | FD                  | 43         | 0          | FACup+CdL       | 1+1             | 0               | -                  | -                  | -                  | -           | -           | -           | 45     | 0      |
| 2004-2005           | Derby County            | FLC                 | 45+2       | 0          | FACup+CdL       | 2+1             | 0               | -                  | -                  | -                  | -           | -           | -           | 50     | 0      |
| 2005-gen. 2006      | Wolverhampton           | FLC                 | 13         | 1          | FACup+CdL       | 0               | 0               | -                  | -                  | -                  | -           | -           | -           | 13     | 1      |
| gen.-giu. 2006      | Tottenham               | PL                  | 4          | 0          | FACup+CdL       | 0               | 0               | -                  | -                  | -                  | -           | -           | -           | 4      | 0      |
| 2006-2007           | Tottenham               | PL                  | 21         | 1          | FACup+CdL       | 3+5             | 0+2             | CU                 | 6                  | 0                  | -           | -           | -           | 35     | 3      |
| 2007-2008           | Tottenham               | PL                  | 28         | 3          | FACup+CdL       | 2+4             | 0+1             | CU                 | 9                  | 0                  | -           | -           | -           | 43     | 4      |
| 2008-2009           | Tottenham               | PL                  | 22         | 0          | FACup+CdL       | 1+2             | 0               | CU                 | 6                  | 2                  | -           | -           | -           | 31     | 2      |
| 2009-2010           | Tottenham               | PL                  | 33         | 2          | FACup+CdL       | 6+4             | 0+2             | -                  | -                  | -                  | -           | -           | -           | 43     | 4      |
| 2010-2011           | Tottenham               | PL                  | 14         | 2          | FACup+CdL       | 0               | 0               | UCL                | 7                  | 0                  | -           | -           | -           | 21     | 2      |
| 2011-2012           | Tottenham               | PL                  | 2          | 0          | FACup+CdL       | 0               | 0               | UEL                | 2                  | 0                  | -           | -           | -           | 4      | 0      |
| 2012-2013           | Tottenham               | PL                  | 20         | 0          | FACup+CdL       | 2+2             | 0               | UEL                | 4                  | 0                  | -           | -           | -           | 28     | 0      |
| Totale Tottenham    | Totale Tottenham        | Totale Tottenham    | 144        | 8          |                 | 31              | 5               |                    | 34                 | 2                  |             | -           | -           | 209    | 15     |
| 2013-2014           | Hull City               | PL                  | 36         | 2          | FACup+CdL       | 4+0             | 1               | -                  | -                  | -                  | -           | -           | -           | 40     | 3      |
| 2014-2015           | Hull City               | PL                  | 31         | 0          | FACup+CdL       | 1+0             | 0               | UEL                | 3                  | 0                  | -           | -           | -           | 35     | 0      |
| 2015-2016           | Hull City               | FLC                 | 37+3       | 2          | FACup+CdL       | 3+4             | 0               | -                  | -                  | -                  | -           | -           | -           | 47     | 2      |
| 2016-2017           | Hull City               | PL                  | 31         | 1          | FACup+CdL       | 2+6             | 0+1             | -                  | -                  | -                  | -           | -           | -           | 39     | 2      |
| 2017-2018           | Derby County            | FLC                 | 44+2       | 2          | FACup+CdL       | 1+0             | 0               | -                  | -                  | -                  | -           | -           | -           | 47     | 2      |
| 2018-2019           | Derby County            | FLC                 | 24+4       | 0          | FACup+CdL       | 2+2             | 0               | -                  | -                  | -                  | -           | -           | -           | 32     | 0      |
| 2019-2020           | Derby County            | FLC                 | 11         | 1          | FACup+CdL       | 1+0             | 0               | -                  | -                  | -                  | -           | -           | -           | 12     | 1      |
| Totale Derby County | Totale Derby County     | Totale Derby County | 167+8      | 3          |                 | 11              | 0               |                    | -                  | -                  |             | -           | -           | 186    | 3      |
| 2021-2022           | Hull City               | FLC                 | 11         | 0          | FACup+CdL       | 1+0             | 0               | -                  | -                  | -                  | -           | -           | -           | 12     | 0      |
| Totale Hull City    | Totale Hull City        | Totale Hull City    | 146+3      | 5          |                 | 21              | 2               |                    | 3                  | 0                  |             | -           | -           | 173    | 7      |
| 2022-2023           | Manchester Utd Under-21 | PL2                 | 8          | 0          | EFLT            | 4               | 0               | -                  | -                  | -                  | -           | -           | -           | 12     | 0      |
| Totale carriera     | Totale carriera         | Totale carriera     | 481        | 17         |                 | 67              | 7               |                    | 37                 | 2                  |             | -           | -           | 585    | 26     |

### Cronologia presenze e reti in nazionale
| Cronologia completa delle presenze e delle reti in nazionale ― Inghilterra | Cronologia completa delle presenze e delle reti in nazionale ― Inghilterra | Cronologia completa delle presenze e delle reti in nazionale ― Inghilterra | Cronologia completa delle presenze e delle reti in nazionale ― Inghilterra | Cronologia completa delle presenze e delle reti in nazionale ― Inghilterra | Cronologia completa delle presenze e delle reti in nazionale ― Inghilterra | Cronologia completa delle presenze e delle reti in nazionale ― Inghilterra | Cronologia completa delle presenze e delle reti in nazionale ― Inghilterra |
| Data                                                                       | Città                                                                      | In casa                                                                    | Risultato                                                                  | Ospiti                                                                     | Competizione                                                               | Reti                                                                       | Note                                                                       |
| -------------------------------------------------------------------------- | -------------------------------------------------------------------------- | -------------------------------------------------------------------------- | -------------------------------------------------------------------------- | -------------------------------------------------------------------------- | -------------------------------------------------------------------------- | -------------------------------------------------------------------------- | -------------------------------------------------------------------------- |
| 14-11-2009                                                                 | Doha                                                                       | Brasile                                                                    | 1 – 0                                                                      | Inghilterra                                                                | Amichevole                                                                 | -                                                                          | 82’                                                                        |
| 24-5-2010                                                                  | Londra                                                                     | Inghilterra                                                                | 3 – 1                                                                      | Messico                                                                    | Amichevole                                                                 | -                                                                          | 61’                                                                        |
| 30-5-2010                                                                  | Graz                                                                       | Giappone                                                                   | 1 – 2                                                                      | Inghilterra                                                                | Amichevole                                                                 | -                                                                          | 46’                                                                        |
| 14-11-2012                                                                 | Solna                                                                      | Svezia                                                                     | 4 – 2                                                                      | Inghilterra                                                                | Amichevole                                                                 | -                                                                          | 74’                                                                        |
| Totale                                                                     |                                                                            | Presenze                                                                   | 4                                                                          |                                                                            | Reti                                                                       | 0                                                                          |                                                                            |

## Palmarès

### Club

#### Competizioni nazionali
- Coppa di Lega inglese: 1

Tottenham Hotspur: 2007-2008